# Gårdtjärnen (Piteå socken, Norrbotten, 726373-170554)
Gårdtjärnen är en sjö i Piteå kommun i Norrbotten och ingår i Byskeälvens huvudavrinningsområde.